# 徳山二郎
徳山 二郎(とくやま じろう、1919年12月4日 - 2000年10月14日）は、日本の実業家、経済評論家。野村総合研究所取締役副社長。

## 経歴
福岡市に生まれる。1937年福岡県中学修猷館、1942年旧制第七高等学校文科甲類を経て、1944年、東京帝国大学経済学部商業学科を卒業する。
戦後、一時福岡県庁に勤務するが、1952年、発足後間もない自衛隊に入隊し、幕僚として戦後の日米関係の構築に寄与。防衛庁在職中の1959年、コロンビア大学・プリンストン大学の両大学院を修了して退官する。
1960年5月、日本貿易振興会（JETRO）ニューヨークのトレード・センター副所長となり、日本製品の米国市場への売り込みに貢献する。
1966年1月、野村総合研究所に入社。1967年1月、同ニューヨーク事務所を開設して初代所長となり、その後、常務取締役、専務取締役を経て、1979年12月、取締役副社長に就任する。1980年12月、これからの日本には国際的に活躍できる人材の育成が必要と考え、野村マネジメント・スクールを創設し、専務理事・学長となる。この頃、中曽根総理のブレーンとなり政策提言を行っている。1986年10月、野村證券顧問に就任。
1987年には久米宏、吉永小百合らと共に第16回ベストドレッサー賞を受賞している。
2000年10月14日、ロサンゼルスにて死去。

## 著書
- 『アメリカの企業合併 その戦略と実際』日本経済新聞社 1969
- 『ニクソンの外交・経済政策 アメリカの新路線を探る』ダイヤモンド社 1969
- 『企業の対政府活動 アメリカのロビーイングとは何か』サイマル出版会 1970
- 『アメリカのビジネス・スクール経営者教育における大学院の役割』ダイヤモンド社 1972
- 『太平洋の世紀 - 日本経済の活路を求めて』ダイヤモンド社 1978
- 『未来の先を生きる』サンケイ出版 1985、『未来を今生きる』中公文庫 1988
- 『マネジメントパワー教科書なき時代への6大戦略』かんき出版 1986
- 『君は過去の栄光を壊せるか』講談社 1987
- 『戦略型リーダーの条件 90年代に企業を伸ばすリーダーシップとは』ごま書房 1989
- 『世界・大転換 日本はこれで生き残れるか？』新森書房 1990
- 『リーダーなき国は亡ぶ』扶桑社 1993
- 『「人間悪」に甘い日本 21世紀を担う人たちへのメッセージ』麗澤大学出版会 2000

### 編著
- 『職場の人間作法 新ビジネスマンへのアドバイス30』編 日本リクルートセンター出版部 1984
- 『日本の商人 第8巻 近代企業への才覚』共編 TBSブリタニカ 1984

### 主な訳書
- V.パッカード『ピラミッドを登る人々』原勉共訳 ダイヤモンド社 1963
- D.フィン『企業PR入門』波羅勉共訳 ダイヤモンド社 1964
- アルビン・トフラー『未来の衝撃 激変する社会にどう対応するか』実業之日本社 1970、新版1971
角川文庫 1976、中公文庫 1982。著者とは終生の友人でもあった
- ルイス・B.ランドボルク『アメリカの衝撃 未来を選ぶ新しい価値観』実業之日本社 1975
- アルビン・トフラー編著『A.トフラーの未来教育』実業之日本社 1976
- ヘンリー・キッシンジャーほか『ビジネス社会の未来 80～90年代』ジャテック出版 1979
- ウィリアム・G.オオウチ『セオリーZ 日本に学び、日本を超える』監訳 CBS・ソニー出版 1981
- ジョエル・コトキン, ポール・グラボヴィッツ『カリフォルニアInc.』講談社 1982
- ジョー・バットン『管理職の生き方 決定版』三笠書房 1982
- ロバート・C.クリストファー『ジャパニーズ・マインド』講談社 1983
- フランク・ギブニー『ニュー・キャピタリズムの時代 商人道とハイテック』TBSブリタリカ 1983
- ミッチェル・ドイッチュ『日本人とつき合う法 日米商売道比較』監訳 日本放送出版協会 1984
- ローレンス・M.ミラー『アメリカン・スピリット 米国企業はなぜ復活したか』監訳 日本放送出版協会 1985
- ロバート・E.ケリー『ゴールドカラー ビジネスを動かす新人類たち』リクルート出版部 1985
- ロバート・C.クリストファー『日本で勝てれば世界で勝てる アメリカ企業の対日戦略』講談社 1986
- ジョエル・コトキン/ヨリコ・キシモト『第三の世紀 経済大国日本への警告』扶桑社 1989
- アルビン・トフラー 『パワーシフト - 21世紀へと変容する知識と富と暴力』上・下、フジテレビ出版 1990、中公文庫 1993
- アルビン／ハイジ・トフラー『アルビン・トフラーの戦争と平和　21世紀、日本への警鐘』フジテレビ出版 1993
- ジョエル・コトキン『トライブス　世界経済を新たに支配するのは誰か』扶桑社 1993
- アルビン／ハイジ・トフラー『第三の波の政治 - 新しい文明をめざして』中央公論社 1995